# Chu Khắc Hoa
Chu Khắc Hoa (giản thể: 周克华; phồn thể: 周克華; bính âm: Zhōu Kèhuá, 6 tháng 2 năm 1970 – 14 tháng 8 năm 2012) là một tay súng Trung Quốc bị tình nghi giết người và cướp tài sản. Theo truyền thông Trung Quốc, Chu Khắc Hoa được cho là có liên quan đến ít nhất 9 vụ giết người và cướp tài sản. Vì vậy, anh ta được xếp vào diện tội phạm truy nã cấp A của Bộ Công an.

## Tiểu sử
Chu Khắc Hoa sinh ra tại thị trấn Kim Khẩu, quận Sa Bình Bá, thành phố Trùng Khánh vào ngày 6 tháng 2 năm 1970. Năm 1985, ở tuổi 15, Chu bị bỏ tù 14 ngày vì tội lạm dụng tình dục. Năm 2005, anh ta lại bị bỏ tù vì tội buôn lậu vũ khí. Năm 1991, Chu đã đánh cắp một khẩu súng ngắn ở Trùng Khánh. Hai năm sau, anh ta bị bắt và bị kết án cải tạo lao động vì tội tàng trữ súng trái phép. Năm 1997, Chu mua một khẩu súng lục loại 54 gần biên giới Trung Quốc đại lục và Miến Điện tại tỉnh Vân Nam.

## Gây án
Chu Khắc Hoa bị tình nghi đã giết 10 người và cướp hàng triệu nhân dân tệ ở Giang Tô, Hồ Nam và Trùng Khánh từ năm 2004 đến năm 2012. Theo các điều tra viên của cảnh sát Trường Sa, Chu Khắc Hoa từng là lính đánh thuê ở Miến Điện cho đến năm 2004, điều này giải thích vì sao anh ta sử dụng thành thạo với súng.

## Cái chết
Sau một cuộc truy lùng gắt gao, Chu Khắc Hoa bị cảnh sát bắn chết vào ngày 14 tháng 8 năm 2012.